# Dixie Dregs
Dixie Dregs — американський музичний гурт, заснований на початку 1970-х років.
Співзасновниками гурту стали гітарист Стів Морс та бас-гітарист Енді Вест. Вони грали разом у гурті Dixie Grit під час навчання в школі міста Огаста, штат Джорджія. Після того, як Морса вигнали зі школи, він вступив до Університету Маямі. Там він вирішив заснувати студентський гурт, до складу якого увійшли скрипаль Аллен Слоан та барабанщик Род Моргенштайн. Пізніше до них приєднався товариш Морса Енді Вест та клавішник Стів Давідовскі. Вони навіть записали неофіційний альбом The Great Spectacular, який розійшовся обмеженим накладом, та почали грати на півдні США.
1976 року музикантів помітив представник лейбла Capricorn Records та запропонував підписати контракт. 1977 року гурт, до якого доєднався новий клавішник Марк Перріш, випустив дебютну платівку Free Fall. Колектив виконував віртуозний джаз-рок і навіть брав участь в джазовому фестивалі у Монтре 1978 року. Надалі Dixie Dregs декілька разів змінювали склад та видали ще низку альбомів, серед яких What If (1978), Night of the Living Dregs (1979), Dregs of the Earth (1980), Unsung Heroes (1981) та Industry Standard (1982) — останні два під назвою The Dregs. В середині 1980-х років гурт розпався, Стів Морс створив власний колектив та декілька років грав у Kansas, а Моргенштайн доєднався до гурту Winger.
Перша спроба воз'єднання Dixie Dregs відбулася 1988 року, коли гурт відіграв декілька концертів. 1992 року відбулося повноцінне повернення в новому складі: Стів Морс, Террі «Ті» Левітц, Род Моргенштайн, Дейв Ларю, Аллен Слоан (пізніше його змінив Джеррі Гудман). Спочатку музиканти видали концертну платівку Bring 'Em Back Alive (1992), а протягом наступних років — студійні альбоми Full Circle (1994) та California Screamin' (2000).